# 西姆斯鎮區 (阿肯色州蒙哥馬利縣)
西姆斯鎮區（英語：Sims Township）是位於美國阿肯色州蒙哥馬利縣的一個行政鎮區。

## 地方資料
西姆斯鎮區的面積為88.22平方千米，當中陸地面積為87.68平方千米，而水域面積為0.54平方千米。根據2010年美國人口普查的數據，當地共有人口361人，而人口密度為每平方千米4.09人。